# Anhydrophryne hewitti
Anhydrophryne hewitti är en groddjursart som först beskrevs av FitzSimons 1947.  Anhydrophryne hewitti ingår i släktet Anhydrophryne och familjen Pyxicephalidae. IUCN kategoriserar arten globalt som livskraftig. Inga underarter finns listade i Catalogue of Life.